# Nominália dos Cãs Búlgaros

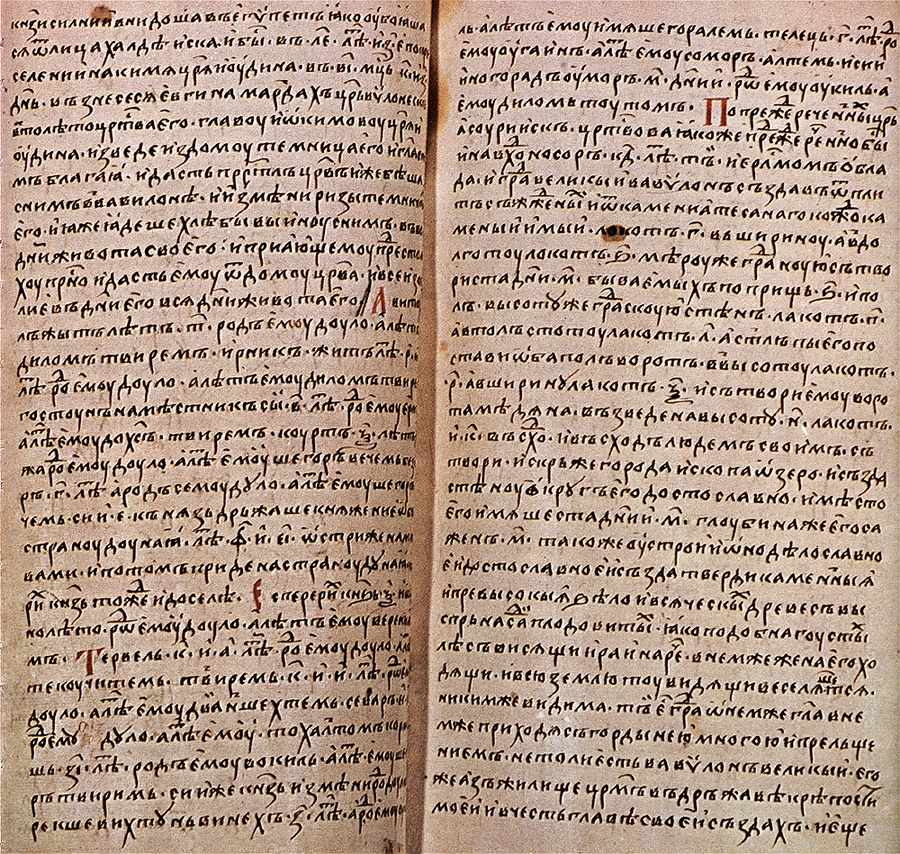
Manuscrito da Nominália em Moscou

A Nominália dos Cãs da Bulgária (em búlgaro:  Именник на българските ханове) é um curto manuscrito contendo os nomes dos primeiros monarcas búlgaros, seus clãs, o ano de sua ascensão ao trono de acordo com o calendário búlgaro e o tamanho do reinado de cada um, incluindo os períodos de reinado conjunto e de guerra civil. O texto foi escrito em antigo eslavônico eclesiástico, mas contém diversos nomes e datas em búlgaro.
A Nominália foi encontrada pelo acadêmico russo Alexander Popov em 1861 durante sua pesquisa sobre cronógrafos russos. Até 2013, três cópias russas do documento foram encontradas e a mais antiga, a "Transcrição de Uvarov", data do século XV enquanto que os outros dois, as transcrições de "Pogodin" e de "Moscou", são do século XVI. Há algumas diferenças de soletração entre eles.
Apesar dos nomes comumente aceitos da Nominália, nenhum deles se utiliza do título centro-asiático de cã (khan). Apenas Asparuque (o fundador da Bulgária do Danúbio) e seus cinco predecessores receberam um título e, ainda assim, foi o de cnezo ("príncipe").

## Texto da "Transcrição de Uvarov"
Авитохолъ житъ лет. ~т. род ему Дуло. а лет ему диломъ твирем. Ирник. житъ лет. ~(ри). род ему Дуло. а лет ему дилом твeримь. Гостунъ наместникь сьï два лета. род ему. Ерми. а лет ему дохсъ. втиремь. Курт: 60 лет дръжа. род ему Дуло. а лет ему шегоръ вечемь. Безмеръ ~г. лет. а род ему Дуло. а лет ему шегоръ вемь. сii ~е княз. дръжаше княженïе обону страну Дуная. летъ. ~ф. ~(еi). остриженами главами. И потом прiиде на страну Дунаа. Исперих княз тожде и доселе. Есперих княз. 61 лет. род Дуло. а лет ему верени алем. Тервен. -к~а. лето. род ему Дуло. а лет ему текучитем. твирем. ~(ки). лет. род ему Дуло. а род ему дваншехтем. Севаръ. ~(еl). лет. род ему Дуло. а лет ему тохалтом. Кормисошь. ~(зi). лет. род ему Вокиль. а лет ему шегоръ твиремь. Сiи же княз измени род Дулов. рекше Вихтунь. Винех. ~з. лет. а род ему Оукиль. а летъ ему имаше Горалемь. Телець. ~г. лета. род Оугаинь. а лет ему соморъ. алтемь. И сïй иного рад. Оуморъ. ~м. днïи. род ему Оукиль а ему дилом тоутом.

### Tradução
Para os termos em itálico, veja a tabela no final do artigo.
- Avitocol viveu 300 anos. Seu clã era o Dulo e seu ano [de ascensão] dilom tvirem.
- Hernaco viveu 150 anos. Seu clã, Dulo e seu ano, dilom tverim.
- Gostum, o regente, 2 anos. Seu clã, Ermi e seu ano, dokhs tvirem.
- Cubrato, reinou 60 anos. Seu clã, Dulo e seu ano, shegor vechem.
- Beano, 3 anos e seu clã, Dulo e seu ano, shegor vem (vechem).

Estes cinco príncipes governaram o reino além do Danúbio por 515 anos com as cabeças raspadas e depois disso nasceu deste lado do Danúbio Asparuque, cnezo, e até hoje [governa].
- Asparuque, cnezo, 61 anos [governou]. Seu clã, Dulo e seu ano, vereni alem.
- Tervel, 21 anos. Seu clã, Dulo e seu ano, tekuchitem tvirem.

(Um outro monarca às vezes aparece nesta altura, dependendo da fonte)
- Sevar, 15 anos. Seu clã, Dulo e seu ano, toh altom.
- Cormiso, 17 anos. Seu clã, Uokil e seu ano, shegor tvirem.
- Vineque, 7 anos. Seu clã, Uokil e seu ano, (imen)shegor alem.
- Teletzes, 3 anos. Seu clã, Ugain e seu ano, somor altem.
- Umaro, 40 dias. Seu clã, Uokil e seu ano, dilom tutom.

As palavras em itálico são búlgaras e estão assim no manuscrito original, representando o ano e o mês da ascensão ao trono de cada monarca de acordo com o calendário búlgaro. A tradução destas sentenças é incerta, mas parece haver um consenso de que elas se baseiam num sistema similar ao calendário chinês (que foi também adotado por muitos povos túrquicos e pelos mongóis), com um ciclo de doze anos, cada levando o nome de um animal. A primeira palavra em cada data é o nome do ano, o segundo, um número ordinal indicando o mês.
Há muitas traduções divergentes da Nominália, especialmente no que tange às datas búlgaras. Isto se dá parcialmente por causa da dificuldade de identificar os limites de uma palavra, mas as grandes diferenças atuais são por causa do contraste entre a análise tradicional dos búlgaros como uma língua turcomana e a proposta mais recente do historiador Petar Dobrev de que ela seria uma língua iraniana (mais especificamente as línguas pamir). A leitura "túrquica", juntamente com a interpretação do "calendário cíclico" per se, foi originalmente proposta pelo eslavista finlandês Jooseppi Julius Mikkola em 1913. Depois disso, ocorreram várias modificações e elaborações por acadêmicos como Géza Fehér, Omeljan Pritsak e Mosko Moskov. A teoria "iraniana" de Dobrev na realidade preserva tudo, menos uma das traduções anteriores dos nomes dos anos. A leitura "iraniana" de Dobrev na realidade preserva todas menos uma das traduções prévias dos nomes dos anos, argumentando que os nomes turcos de animais, longe de conseguir provar que búlgaros seriam turcos, mostram que povos turcos é que tomaram emprestadas palavras dos búlgaros. Ele muda, contudo, os números dos meses, baseando sua análise com uma profunda análise matemática que indica não haver erros nas datas e nos períodos de tempo, ao contrário do que alega Moskov de períodos "arredondados"  como os estranhos "alguns anos e quinze meses arredondados para apenas alguns anos".
A tabela seguinte mostra as três interpretações - a da mais antiga versão turca "clássica" de Zlatarski (1918, aderente à de Mikkola), uma das mais recentes versões turcas de Moskov (1988) e a versão "iraniana" de Dobrev (1994).
| Data búlgara      | Teoria turca (Vasil Zlatarski) | Teoria turca (Mosko Moskov) | Teoria iraniana (Petar Dobrev) |
| ----------------- | ------------------------------ | --------------------------- | ------------------------------ |
| dilom tvirem      | Serpente, o 9º                 | Serpente, o 9º              | Serpente, o 4º                 |
| dokhs tvirem      | Javali, o 9º                   | Javali, o 9º                | Javali, o 4º                   |
| shegor vechem     | Boi, o 3º                      | Boi, o 3º                   | Boi, o 5º                      |
| vereni alem       | Lobo, o 3º                     | Dragão, adicional           | Dragão, o 1º                   |
| tekuchitem tvirem | Cão, o 9º                      | Carneiro, o 9º              | Cavalo, o 4º                   |
| toh altom         | Galinha, o 6º                  | Galinha, o 6º               | Galinha, o 12º                 |
| shegor tvirem     | Boi, o 6º                      | Boi, o 6º                   | Boi, o 4º                      |
| (imen)shegor alem | Cavalo, o 1º                   | Cavalo, adicional           | Boi, o 1º                      |
| somor altem       | Roedor, o 6º                   | Roedor, o 6º                | Roedor, o 12º                  |
| dilom tutom       | Serpente, o 4º                 | Serpente, o 4º              | Serpente, o 4º                 |